# Бібліографічна база даних
Бібліографічна база даних, також Система управління бібліографічною інформацією — електронна система, в якій розміщують, зберігають, обмінюють дані та інформацію, а також дозволяють дослідникам, науковцям і письменникам створювати і повторно використовувати бібліографічні посилання. Бібліографічні бази даних замінили традиційні друковані каталоги і є загальними або спеціальними, які намагаються зібрати дані по всіх статтях з вибраної дисципліни або групі дисциплін.

## Загальна характеристика поняття «Системи управління бібліографічною інформацією»
Бібліографічна інформація — це інформація про джерела інформації, що дозволяє їх ефективно виявляти і однозначно ідентифікувати, а також служить їх замінником в інформаційних процесах та виконує роль посередника між споживачем та інформаційними ресурсами. Бібліографічна інформація існує як сукупність бібліографічних записів, кожен з яких є окремим інформаційним ресурсом. Бібліографічний запис, в свою чергу, складається з елементів, кожен з яких розкриває один з ознак інформаційного ресурсу.
Фахівці, що відповідають в таких областях як стратегічне планування, облік і архіви систем, бізнес-аналіз, бібліотеки та сховища даних, висловили стратегію управління інформацією. Як правило, вони намагаються сформулювати підходи до вирішення організації та розповсюдження інформації з акцентом на якість, визначення потреб користувачів інформації або для аналізу навколишнього середовища, яка цінує інформацію, знання та ресурси і будує їх у корпоративне планування. Ефективним інструментом управління розвитком бібліографічних ресурсів була і залишається інформація. Персональні засоби управління бібліографічною інформацією дозволяють користувачеві вести свою базу даних і використовувати її для ведення посилального апарату друкованої або навчальної роботи.
У системах управління бібліографічною інформацією створюються значно менші бази публікацій, ніж у бібліографічних базах даних, і використовуються однією людиною або групою людей. Дані системи легко встановлюються на окремому персональному комп'ютері чи мобільному пристрої (EndNote).
Системи бібліографічної інформації часто розташовуються в урядових установах та комерційних компаніях, і зазвичай включають в себе:
- інструменти моніторингу та оцінки;
- інструменти, які забезпечують, щоб в ході інформаційного обміну подавалися і виходили правильні сигнали;
- інструменти для введення найкращих прийомів управління з використанням методу порівняльної оцінки за еталоном.

Програмне забезпечення зазвичай включає базу даних та систему генерації відібраних посилань у форматах, необхідних науковими журналами. Сучасні системи управління бібліографічною інформацією (наприклад, Bibus) можуть бути інтегровані з текстовими процесорами таким чином, що список посилань (в обраному форматі) створюється автоматично і додається до документа. Це позбавляє від неприємності забути включити посилання на джерело, цитоване в тексті.
Також системи мають можливість імпортувати (експортувати) деталі бібліографічних посилань з бібліографічних баз даних. З розвитком Web 2.0 з'явилися онлайнові системи управління бібліографічною інформацією. Можливість доступу з будь-якого комп'ютера, колективна робота над однією темою — особливості таких систем, наприклад CiteU Like (англ.).
Розробка систем управління бібліографічною інформацією пояснюється стрімким зростанням великої кількості наукової, навчальної та професійної літератури. Відомо, що «основним фактором, що визначає злагоджену колективну роботу вчених, є організація передачі інформації».

## Призначення та сфера застосування менеджерів бібліографічної інформації
Складання бібліографії та вставка посилань вручну дуже кропітка робота. Саме для полегшення бібліографічної роботи та вставки посилань вручну давно існує безліч спеціальних програм — менеджерів бібліографічної інформації.
Бібліографічної менеджер — це програмне забезпечення, яке допоможе вам збирати, зберігати та обробляти літературні посилання. Програмне забезпечення дає можливість переглядати і сортувати зібрані посилання на різні записи (автор, дата публікації, ключові слова і тощо), а також створювати бібліографію в різних стилях і додавати ті чи окремі назви на них.
Будь-який менеджер бібліографічної інформації складається з трьох принципових частин:
- база даних, в якій зберігається повна інформація про джерела (тип, автор, назва, видавництво, номера сторінок тощо). Базу можна переглядати, редагувати посилання чи додавати нові, здійснювати фільтрацію і пошук по всіх полях;

- модуль імпорту, що дозволяє автоматично «витягувати» інформацію про джерела із наукових баз даних, вебсторінок, текстових документів і поміщати її в базу;

- плагін для текстового редактора, який дозволяє вставляти в текст посилання на джерела з бази даних, автоматитично нумерує їх і формує список літератури. Формат посилань і списку літератури можна швидко змінювати, вибираючи один з наявних стилів оформлення. Можуть також бути присутнім інструменти для синхронізації баз даних через інтернет, спільного доступу до баз, автоматитичної перевірки посилань по базах даних наукових статей.

Таким чином, бібліографічні менеджери надають наступні можливості:
- ведення локальної бази бібліографічних даних;
- пошук бібліографічної інформації в електронних каталогах безпосередньо з програми;
- імпорт знайдених бібліографічних записів в свою картотеку для подальшого використання;
- можливість працювати з повнотекстовими ресурсами, у тому числі з ресурсами Інтернету;
- можливість генерувати систему бібліографічних посилань в різних форматах;
- спростування шаблонів оформлення.

Більшість бібліографічних менеджерів являють собою програмні засоби, що встановлюються на персональні комп'ютери. Вони здійснюють пошук в бібліографічних базах даних, що містяться в Інтернеті, організовують бібліографічні описи, графічні файли і файли у форматі PDF в електронній бібліотеці, а також використовують шаблони, створені у форматі Microsoft Word, для підготовки рукопису.
На сьогодні серед менеджерів бібліографії визначилися два полярних підходи до пошуку посилань:
- пошук з самої програми, яка з'єднується з обраним сервісом і відразу ж імпортує результати (Bibus);
- пошук зі звичайного браузера і подальший імпорт в базу за допомогою спеціального скрипту або плагіну (Zotero і Mendeley).[6]

## Порівняльна характеристика провідних бібліографічних менеджерів
Серед відкритих менеджерів бібліографії Bibus найбільш схожий на EndNote з точки зору інтерфейсу та ідеології роботи. При міграції з комерційних програм це є плюсом. На відміну від EndNot дана програма працює лише в Linux, Max OS X і Windows, коли перша має справу ще й з мобільними пристроями. Незважаючи на це, інсталяція не викликає ніяких проблем. Вся робота Bibus з текстовими редакторами реалізована з боку самого Bibus, а не з редактора. Формат посилань і бібліографії в документі визначається вибраним стилем оформлення і може налаштовуватися практично як завгодно в обох бібліографічних менеджерах.
На сьогоднішній день визнаним лідером в області менеджерів бібліографії є EndNote, що є стандартом. Основними можливостями даної програмної системи є:
- створення своєї власної пошукової бази даних посилань на статті, книги, дисертації і тощо;
- організація PDF-статті й легке їх отримання з функцією пошуку в EndNote;
- легко вставляти цитати у статтю у процесі написання;
- можливість форматування цитат і бібліографії в різних стилях;
- вставка файлів або чисел у посиланні;
- імпорт фільтрів;
- експорт посилань у базі даних безпосередньо в EndNote;
- пошук посилання.

Традиційно EndNote вважається найефективнішим при пошуку у віддалених бібліографічних базах. Посилання зберігаються в файлах з назвами бібліотек. Кожне посилання в бібліотеці має унікальний ідентифікаційний номер. Кожне посилання може містити до 45 файлів у полі Вкладення файлу, але тільки один графічний файл або додаток на малюнку поле.
Щодо EndNote, то при запуску макроса по вставлених посиланнях генеруються бібліографічні посилання згідно з обраним стилем і автоматично формується список літератури в кінці тексту. Список може бути виведений або в міру згадки в тексті, або за алфавітом.
Bibus може імпортувати посилання з восьми різних форматів (Включаючи EndNote і BibTeX) і експортувати в п'яти форматах. Існує можливість підключення фільтрів для інших форматів, що дозволяє легко переносити існуючі бази з інших програм.
Bibus та EndNote — хороший вибір для тих, кому доводиться підганяти форматування бібліографії під ДСТУ. Прекрасний редактор стилів дозволяє врахувати всі «фантазії» вітчизняних чиновників і при необхідності швидко підбудуватися під раптово змінені вимоги. У той же час Bibus недостатньо «соціальний»: не вміє синхронізувати бази літератури з мережі і не може імпортувати посилання. Недоліком Bibus є те, що його стилі несумісні зі стилями інших бібліографічних програм із відкритим стандартом стилів бібліографії.
Mendeley і Zotero мають дуже схожий вигляд і відрізняються тільки деталями реалізації, тобто те, що реалізовано добре в одній системі, виглядає дещо гірше в інший і навпаки. Обидві системи можуть вільно обмінюватися інформацією, експортуючи її в універсальні формати RIS або BibTeX, а також використовуючи автоматичний експорт з локальної бази Zotero. Оскільки функціональність у обох систем практично ідентичні, то простіше проаналізувати їхні недоліки.
| Можливості                                                | Bibus | EndNote | Zotero | Mendeley |
| --------------------------------------------------------- | ----- | ------- | ------ | -------- |
| Наявність сховищ для файлів                               | Ні    | Ні      | Так    | Ні       |
| Експорт посилань у базі даних                             | Так   | Так     | Так    | Так      |
| Імпорт фільтрів                                           | Так   | Так     | Так    | Так      |
| Жорстка прив'язка до браузеру                             | Ні    | Ні      | Так    | Ні       |
| Складна інсталяція                                        | Ні    | Ні      | Так    | Ні       |
| Наявність вкладених колекцій                              | Так   | Так     | Так    | Ні       |
| Наявність візуального редактора стилів                    | Так   | Так     | Так    | Так      |
| Створення власної пошукової бази даних посилань на статті | Так   | Так     | Так    | Так      |

Порівнюючи два менеджера бібліографічної інформації, визначено, що претензії до Zotero носять в основному «технологічний» характер. Єдиним суттєвим недоліком у функціональності є відверто дивний діалог вставки цитат в документи. Щодо Mendeley гарна технічна установка суперечить саме функціональним вадам: відсутність вкладених колекцій. В Zotero більше уваги приділяється саме вставці цитат в документи і локальному клієнту, а соціальна мережа існує як зручне доповнення. Mendeley Desktop незамінний для «розбору завалів» PDF-документів, тоді як Zotero не вміє імпортувати і сканувати їх автоматично. Mendeley не вміє імпортувати цитати з RTF-файлів. Спільним недоліком є відсутність візуального редактора стилів. Щодо соціальних мереж Zotero і Mendeley, то вони практично ідентичні і відрізняються тільки дизайном і географією своєї аудиторії.